# Колпін-Огродники
Колпін-Огродники (пол. Kołpin-Ogrodniki) — село в Польщі, у гміні Тереспіль Більського повіту Люблінського воєводства.
Населення — 37 осіб (2011).
У 1975-1998 роках село належало до Білопідляського воєводства.

## Демографія
Демографічна структура станом на 31 березня 2011 року:
|          | Загалом | Допрацездатний вік | Працездатний вік | Постпрацездатний вік |
| -------- | ------- | ------------------ | ---------------- | -------------------- |
| Чоловіки | 21      | 0                  | 17               | 4                    |
| Жінки    | 16      | 1                  | 7                | 8                    |
| Разом    | 37      | 1                  | 24               | 12                   |